# Ipomoea temascaltepecensis
Ipomoea temascaltepecensis là một loài thực vật có hoa trong họ Bìm bìm. Loài này được Wilkin mô tả khoa học đầu tiên năm 1995.